# Tapinothelops
Tapinothelops là một chi nhện trong họ Pisauridae.